# Spełnienie (film)
Spełnienie/Spełnienie Mary Gray (ang. The Fulfillment of Mary Gray) – amerykański telewizyjny dramat obyczajowy zrealizowany w 1988 roku.

## Treść
Rok 1910, Kansas. Mary Gray (Cheryl Ladd) i jej mąż Jonathan (Ted Levine) stanowią dobraną parę, bardzo się kochają i wiodą spokojny żywot na farmie. Jednak coraz bardziej doskwiera im samotność, od dawna marzą o dziecku. Jonathan, głęboko religijny człowiek, żarliwie modli się prosząc Boga o potomka. Kiedy modły nie pomagają, zrozpaczony Jonathan prosi brata Aarona (Lewis Smith), by dał dziecko Mary. Chłopak jest zbulwersowany tą niespodziewaną propozycją. Zresztą żona również wzdraga się przed tym absolutnym pomysłem. Szybko jednak ulega czarowi namiętnego szwagra. Kiedy Jonathan wyjeżdża i zostają sami, oboje nie potrafią ukryć swoich uczuć. Mary zachodzi w ciążę. Aaron na próżno prosi ukochaną, by zostawiła męża i odeszła z nim. Wreszcie w domku na farmie przychodzi na świat upragnione dziecko. Za oknami szaleje burza śnieżna, jakby zwiastun nieszczęścia.